# Nikolay Vladimirovich Davydenko
Nikolay Vladimirovich Davydenko (sinh ngày 2 tháng 6 năm 1981) là cựu vận động viên quần vợt người Nga. Anh từng có vị trí cao nhất trong sự nghiệp là thứ 3 trong bảng xếp hạng ATP.Trong sự nghiệp thi đấu của mình anh là một tay vợt khó chơi với các tay vợt lớn như Rafael Nadal hay Roger Federer. Trong 21 danh hiệu đơn thì danh hiệu đáng kể nhất là ATP World Tour Finals năm 2009 khi anh đánh bại Juan Martin del Potro. Ngoài ra anh cũng có 3 lần vô địch Masters 1000. Vào giữa tháng 10 năm 2014, Davydenko đã giải nghệ, giã từ sự nghiệp thi đấu chuyên nghiệp.

## Các trận chung kết quan trọng

### Chung kết ATP Finals

#### Đơn: 2 (1 danh hiệu, 1 á quân)
| Kết quả | Năm  | Giải đấu | Mặt sân  | Đối thủ               | Tỷ số    |
| ------- | ---- | -------- | -------- | --------------------- | -------- |
| Á quân  | 2008 | Shanghai | Hard (i) | Novak Djokovic        | 1–6, 5–7 |
| Vô địch | 2009 | London   | Hard (i) | Juan Martín del Potro | 6–3, 6–4 |

### Chung kết Masters 1000

#### Singles: 3 (3 danh hiệu)
| Kết quả | Năm  | Giải đấu | Mặt sân    | Đối thủ        | Tỷ số         |
| ------- | ---- | -------- | ---------- | -------------- | ------------- |
| Vô địch | 2006 | Paris    | Carpet (i) | Dominik Hrbatý | 6–1, 6–2, 6–2 |
| Vô địch | 2008 | Miami    | Hard       | Rafael Nadal   | 6–4, 6–2      |
| Vô địch | 2009 | Shanghai | Hard       | Rafael Nadal   | 7–6(7–3), 6–3 |

## Chung kết ATP

### Đơn: 28 (21 danh hiệu, 7 á quân)
| Giải đấu                          |
| --------------------------------- |
| Grand Slam (0–0)                  |
| ATP World Tour Finals (1–1)       |
| ATP World Tour Masters 1000 (3–0) |
| ATP World Tour 500 Series (1–0)   |
| ATP World Tour 250 Series (16–6)  |

| Mặt sân        |
| -------------- |
| Cứng (8–3)     |
| Đất nện (10–4) |
| Cỏ (0–0)       |
| Thảm (3–0)     |

| Kiểu sân          |
| ----------------- |
| Ngoài trời (15–6) |
| Trong nhà (6–1)   |

| Kết quả | Thắng-Thua | Ngày                      | Giải đấu                                                    | Mặt sân  | Đối thủ               | Tỷ số                  |
| ------- | ---------- | ------------------------- | ----------------------------------------------------------- | -------- | --------------------- | ---------------------- |
| Vô địch | 1.         | ngày 5 tháng 1 năm 2003   | Next Generation Adelaide International, Adelaide, Australia | Cứng     | Kristof Vliegen       | 6–2, 7–6(7–3)          |
| Vô địch | 2.         | ngày 13 tháng 4 năm 2003  | Estoril Open, Estoril, Bồ Đào Nha                           | Đất nện  | Agustín Calleri       | 6–4, 6–3               |
| Á quân  | 1.         | ngày 26 tháng 5 năm 2003  | Hypo Group Tennis International, St. Pölten, Áo             | Đất nện  | Andy Roddick          | 3–6, 2–6               |
| Vô địch | 3.         | ngày 2 tháng 5 năm 2004   | BMW Open, Munich, Đức (1)                                   | Đất nện  | Martin Verkerk        | 6–4, 7–5               |
| Vô địch | 4.         | ngày 17 tháng 10 năm 2004 | Kremlin Cup, Moscow, Nga (1)                                | Thảm (i) | Greg Rusedski         | 3–6, 6–3, 7–5          |
| Vô địch | 5.         | ngày 21 tháng 5 năm 2005  | Hypo Group Tennis International, St. Pölten, Áo             | Đất nện  | Jürgen Melzer         | 6–3, 2–6, 6–4          |
| Á quân  | 2.         | ngày 8 tháng 5 năm 2006   | Estoril Open, Estoril, Bồ Đào Nha                           | Đất nện  | David Nalbandian      | 3–6, 4–6               |
| Vô địch | 6.         | ngày 27 tháng 5 năm 2006  | Hypo Group Tennis International, Pörtschach, Áo (1)         | Đất nện  | Andrei Pavel          | 6–0, 6–3               |
| Á quân  | 3.         | ngày 17 tháng 7 năm 2006  | Swedish Open, Båstad, Thụy Điển                             | Đất nện  | Tommy Robredo         | 2–6, 1–6               |
| Vô địch | 7.         | ngày 6 tháng 8 năm 2006   | Orange Prokom Open, Sopot, Ba Lan                           | Đất nện  | Florian Mayer         | 7–6(8–6), 5–7, 6–4     |
| Vô địch | 8.         | ngày 26 tháng 8 năm 2006  | Pilot Pen Tennis, New Haven, mỹ                             | Cứng     | Agustín Calleri       | 6–4, 6–3               |
| Vô địch | 9.         | ngày 15 tháng 10 năm 2006 | Kremlin Cup, Moscow, Nga (2)                                | Thảm (i) | Marat Safin           | 6–4, 5–7, 6–4          |
| Vô địch | 10.        | ngày 5 tháng 11 năm 2006  | Paris Masters, Paris, Pháp                                  | Thảm (i) | Dominik Hrbatý        | 6–1, 6–2, 6–2          |
| Vô địch | 11.        | ngày 14 tháng 10 năm 2007 | Kremlin Cup, Moscow, Nga (3)                                | Cứng (i) | Paul-Henri Mathieu    | 7–5, 7–6(11–9)         |
| Vô địch | 12.        | ngày 6 tháng 4 năm 2008   | Miami Masters, Miami, Mỹ                                    | Cứng     | Rafael Nadal          | 6–4, 6–2               |
| Á quân  | 4.         | ngày 20 tháng 4 năm 2008  | Estoril Open, Estoril, Portugal                             | Đất nện  | Roger Federer         | 6–7(5–7), 2–1, retired |
| Vô địch | 13.        | ngày 24 tháng 5 năm 2008  | Hypo Group Tennis International, Pörtschach, Áo (2)         | Đất nện  | Juan Mónaco           | 6–2, 2–6, 6–2          |
| Vô địch | 14.        | ngày 9 tháng 6 năm 2008   | Orange Warsaw Open, Warsaw, Ba Lan                          | Đất nện  | Tommy Robredo         | 6–3, 6–3               |
| Á quân  | 5.         | ngày 16 tháng 11 năm 2008 | Tennis Masters Cup, Shanghai, Trung Quốc                    | Cứng (i) | Novak Djokovic        | 1–6, 5–7               |
| Vô địch | 15.        | ngày 26 tháng 7 năm 2009  | International German Open, Hamburg, Đức                     | Đất nện  | Paul-Henri Mathieu    | 6–4, 6–2               |
| Vô địch | 16.        | ngày 2 tháng 8 năm 2009   | ATP Studena Croatia Open Umag, Umag, Croatia                | Đất nện  | Juan Carlos Ferrero   | 6–3, 6–0               |
| Vô địch | 17.        | ngày 3 tháng 10 năm 2009  | Proton Malaysian Open, Kuala Lumpur, Malaysia               | Cứng (i) | Fernando Verdasco     | 6–4, 7–5               |
| Vô địch | 18.        | ngày 18 tháng 10 năm 2009 | Shanghai ATP Masters 1000, Shanghai, Trung Quốc             | Cứng     | Rafael Nadal          | 7–6(7–3), 6–3          |
| Vô địch | 19.        | ngày 29 tháng 11 năm 2009 | ATP World Tour Finals, London, Vương quốc Anh               | Cứng (i) | Juan Martín del Potro | 6–3, 6–4               |
| Vô địch | 20.        | ngày 9 tháng 1 năm 2010   | Qatar Open, Doha, Qatar                                     | Cứng     | Rafael Nadal          | 0–6, 7–6(10–8), 6–4    |
| Á quân  | 6.         | ngày 8 tháng 1 năm 2011   | Qatar Open, Doha, Qatar                                     | Cứng     | Roger Federer         | 3–6, 4–6               |
| Vô địch | 21.        | ngày 1 tháng 5 năm 2011   | BMW Open, Munich, Đức (2)                                   | Đất nện  | Florian Mayer         | 6–3, 3–6, 6–1          |
| Á quân  | 7.         | ngày 5 tháng 1 năm 2013   | Qatar Open, Doha, Qatar                                     | Cứng     | Richard Gasquet       | 6–3, 6–7(4–7), 3–6     |

### Đôi: 4 (2 danh hiệu, 2 á quân)
| Giải đấu                          |
| --------------------------------- |
| Grand Slam tournaments (0–0)      |
| ATP World Tour Finals (0–0)       |
| ATP World Tour Masters 1000 (0–0) |
| ATP World Tour 500 Series (0–0)   |
| ATP World Tour 250 Series (2–2)   |

| Mặt sân       |
| ------------- |
| Cứng (1–0)    |
| Đất nện (0–1) |
| Cỏ (0–0)      |
| thảm (1–1)    |

| Titles by setting |
| ----------------- |
| ngoài trời (0–1)  |
| Trong nhà (2–1)   |

| Kết quả | Thắng-thua | Ngày                      | Giải đấu                              | Mặt sân  | Đồng đội      | Đối thủ                              | Tỷ số            |
| ------- | ---------- | ------------------------- | ------------------------------------- | -------- | ------------- | ------------------------------------ | ---------------- |
| Vô địch | 1.         | ngày 17 tháng 10 năm 2004 | Kremlin Cup, Moscow, Nga              | Thảm (I) | Igor Andreev  | Mahesh Bhupathi Jonas Björkman       | 3–6, 6–3, 6–4    |
| Á quân  | 1.         | ngày 17 tháng 10 năm 2005 | Kremlin Cup, Moscow, Nga              | thảm (i) | Igor Andreev  | Max Mirnyi Mikhail Youzhny           | 1–6, 1–6         |
| Á quân  | 2.         | ngày 9 tháng 6 năm 2008   | Warsaw Open, Warsaw, Ba Lan           | Đất nện  | Yuri Schukin  | Mariusz Fyrstenberg Marcin Matkowski | 0–6, 6–3, [4–10] |
| Vô địch | 2.         | ngày 9 tháng 2 năm 2014   | Open Sud de France, Montpellier, Pháp | Cứng (i) | Denis Istomin | Marc Gicquel Nicolas Mahut           | 6–4, 1–6, [10–7] |

### Giải đòng đội: 2 (1–1)
| Kết quả | thắng-Thua | Ngày                                        | Giải đấu                | Mặt sân  | Đông đội                                     | Đối thủ                                                          | Tỷ số |
| ------- | ---------- | ------------------------------------------- | ----------------------- | -------- | -------------------------------------------- | ---------------------------------------------------------------- | ----- |
| Vô địch | 1.         | ngày 1 tháng 12 - ngày 3 tháng 12 năm 2006  | Davis Cup, Moscow, Nga  | Thảm (i) | Marat Safin Mikhail Youzhny Dmitry Tursunov  | David Nalbandian José Acasuso Agustín Calleri Juan Ignacio Chela | 3–2   |
| Á quân  | 1.         | ngày 30 tháng 11 – ngày 2 tháng 12 năm 2007 | Davis Cup, Portland, Mỹ | Cứng (i) | Mikhail Youzhny Igor Andreev Dmitry Tursunov | Andy Roddick James Blake Bob Bryan Mike Bryan                    | 1–4   |